# (6290) 1985 CA2
A (6290) 1985 CA2 a Naprendszer kisbolygóövében található aszteroida. Henri Debehogne fedezte fel 1985. február 12-én.